# رايلي ريف
رايلي ريف ولد يوم 1 نوفمبر 1988وهو لاعب كرة قدم أمريكي يلعب مع فريق نيو إنجلاند باتريوتس من الرابطة الوطنية لكرة القدم (ان اف ال ). لعب كرة قدم جامعية في ولاية أيوا وجربه فريق ديترويت لايونز في الجولة الأولى، المركز 23 بشكل عام في اتحاد كرة القدم الأمريكية.. سبق له اللعب مع فريق الأسود من اتحاد كرة القدم الأمريكية من 2012 إلى 2016 ومينيسوتا فايكنج من 2017 إلى 2020.